# ソコル・チカレシ
ソコル・チカレシ（Sokol Cikalleshi 、1990年7月27日  - ）は、アルバニア・ティラナ州カヴァヤ県カヴァヤ出身のプロサッカー選手。アルバニア代表。ポジションは、フォワード。
Kリーグ時代の登録名はソコル（ハングル: 소콜）。

## クラブ経歴
地元クラブのKSベサ・カヴァヤで育成され、2007年に17歳でプロデビュー。2011年から2012年にかけてKFスカンデルベウ・コルチャ、KFティラナ、そして韓国の仁川ユナイテッドFCにレンタルに出された。2013年8月、FKクケシに単年契約で加入。2013–14シーズンに全公式戦で22ゴールを挙げた。2014年7月、クロアチアのRNKスプリトに移籍。ここでも全公式戦で13ゴールを挙げチームのトップスコアラーになった。2015年6月、トルコのイスタンブール・バシャクシェヒルFKに180万ユーロで移籍。契約は4年。

## 代表歴
2013–14シーズンのFKクケシにおける活躍がジャンニ・デ・ビアージ監督に評価され、5月31日に開催された親善試合・ルーマニア代表戦でA代表デビューを果たした。
2015年11月16日開催の親善試合・ジョージア代表戦で途中出場から94分に代表初ゴールを挙げた。

### 試合数
2023年9月10日現在
- 国際Aマッチ 56試合13得点（2014年 - ）

| アルバニア代表 | 国際Aマッチ | 国際Aマッチ |
| 年             | 出場        | 得点        |
| -------------- | ----------- | ----------- |
| 2014           | 7           | 0           |
| 2015           | 8           | 1           |
| 2016           | 7           | 1           |
| 2017           | 4           | 0           |
| 2018           | 2           | 0           |
| 2019           | 6           | 4           |
| 2020           | 3           | 4           |
| 2021           | 8           | 2           |
| 2022           | 6           | 0           |
| 2023           | 5           | 0           |
| 通算           | 56          | 13          |

## タイトル
ベサ・カヴァヤ
- クパ・エ・シュチパリセ (1): 2009–10
- スーペルクパ・エ・シュチパリセ (1): 2010

スカンデルベウ・コルチャ
- カテゴリア・スペリオレ (1): 2010–11